# Giuseppe Venita
Giuseppe Venita (Ferrandina, 19 marzo 1744 – Calvello, 13 marzo 1822) è stato un patriota italiano, uno dei più valorosi condottieri dei moti carbonari del 1820 in Basilicata.
Nel 1798 divenne sergente e passò al servizio del governo della Repubblica partenopea.
In seguito, si arruolò nell'esercito borbonico apparentemente come valoroso combattente ma, in realtà, fu una spia. Costituì una vendita carbonara assieme al fratello Francesco, con l'obiettivo di ripristinare la Costituzione soppressa dal re Ferdinando I e tentando di condurre il popolo lucano verso ideali patriottici. 
Fu inviato il generale Roth per reprimere le sue attività rivoluzionarie. Venita si rifugiò a Calvello ma venne scovato dal contingente austriaco e condannato a morte assieme ad altri cospiratori, incluso suo fratello.